# Lystrup
Lystrup este un oraș în Danemarca.